# Histoire du papyrus
L’histoire du papyrus se déroule sur quatre millénaires durant lesquels ce support de l'écriture a fortement contribué à l'établissement et la diffusion des grandes cultures du bassin méditerranéen dans l’Antiquité et le Haut Moyen Âge.
C’est une invention égyptienne qui remonte à environ 5 000 ans, soit presque trois millénaires avant l’invention du papier de fibres végétales fabriqué par une nouvelle technique d’origine chinoise, bien plus compliquée à mettre en œuvre mais utilisant des sources de fibres végétales plus abondantes et plus diversifiées, pouvant être mobilisées partout dans le monde.
Le papyrus fut utilisé en Égypte et autour de la mer Méditerranée pendant plus de 4 000 ans, du plus ancien témoin trouvé dans une tombe de la première dynastie égyptienne jusqu’aux dernières bulles papales sur papyrus du XIe siècle.
D'abord véhicule de la culture pharaonique, le papyrus assura par la suite la large diffusion des cultures grecque, romaine, byzantine et arabe dans tout le bassin méditerranéen et au-delà. Il fut adopté par l’administration hors d’Égypte, en Grèce, au Proche Orient, en Italie, en France et jusqu'en Afghanistan moyennant l’importation de rames de papyrus (carta tomi) d’Égypte. Il servit aussi de véhicule de diffusion à la littérature philosophique, scientifique et religieuse de cette aire culturelle et c’est en général sur papyrus que les plus anciennes copies de ces œuvres nous sont parvenues. Le parchemin supplanta le papyrus en France dans les années 670 et plus de trois siècles plus tard à Rome, avec le dernier acte pontifical sur papyrus du pape Léon IX en 1051. Des actes royaux rédigés sur des papyrus et portant la signatures de rois Mérovingiens tels que Dagobert Ier sont ainsi conservés aux Archives nationales.
Le point faible du papyrus qui allait causer sa disparition était sa complète dépendance d’une unique source végétale poussant naturellement et étant cultivé dans une seule zone connue (par ses utilisateurs de l’époque), limitée de la vallée du Nil en Égypte (jamais concurrencée par les cultures en Sicile ou en Mésopotamie). Son autre grande faiblesse était sa fragilité en régions humides.
Du point de vue terminologique, papyrus est un mot français emprunté en 1562 au latin papyrus, qui a donné par ailleurs papier. Le mot latin est lui-même emprunté au grec ancien πάπυρος papyros, désignant la plante Cyperus papyrus et aussi ce qui est fait avec elle. Dans l’Égypte gréco-romaine, les textes écrits en grec réservaient papyros pour la plante et nommaient byblos/biblos, tomos ou chartès le rouleau de papyrus (et volumen en latin) .

## Préliminaires: papyrus et papier
Le papyrus est un support d'écriture fabriqué à partir des tiges d’une plante africaine, appelée également papyrus (ou souchet à papier, Cyperus papyrus), réalisé sous forme d'une surface souple, lisse, de couleur beige clair, de plusieurs mètres de long, facile à replier en rouleau, qui a servi de support à l’écriture et à la peinture, pendant bien plus longtemps que les autres supports (tablette, ostracon, parchemin, papier etc., ou en Asie orientale, soie, latte de bambou etc.). 
En revanche, si le papier d’origine chinoise est aussi composé de fibres végétales, celles-ci ne gardent pas leur organisation naturelle comme dans le papyrus, mais subissent une profonde réorganisation. Le papyrus est fait de deux couches de fibres orthogonales, gardées dans leur disposition géométrique naturelle. Le papier est fait à partir d’une pâte à papier constituée de fibres végétales soigneusement pilonnées, dispersée dans une cuve d’eau par agitation et prélevée feuille à feuille avec un tamis (nommée forme). Après ce traitement de choc, les fibres se trouvent complètement entremêlées les unes aux autres.
Papyrus et papier se présentent comme deux matériaux d’origine végétale, majoritairement composés de cellulose, qui servent à former des feuilles rectangulaires, flexibles, légères et d’une couleur beige clair, utilisées comme support d’écriture.

## L’Égypte pharaonique

Livre des morts, hiéroglyphes Papyrus de Hounefer (1 275 av. J.-C.)
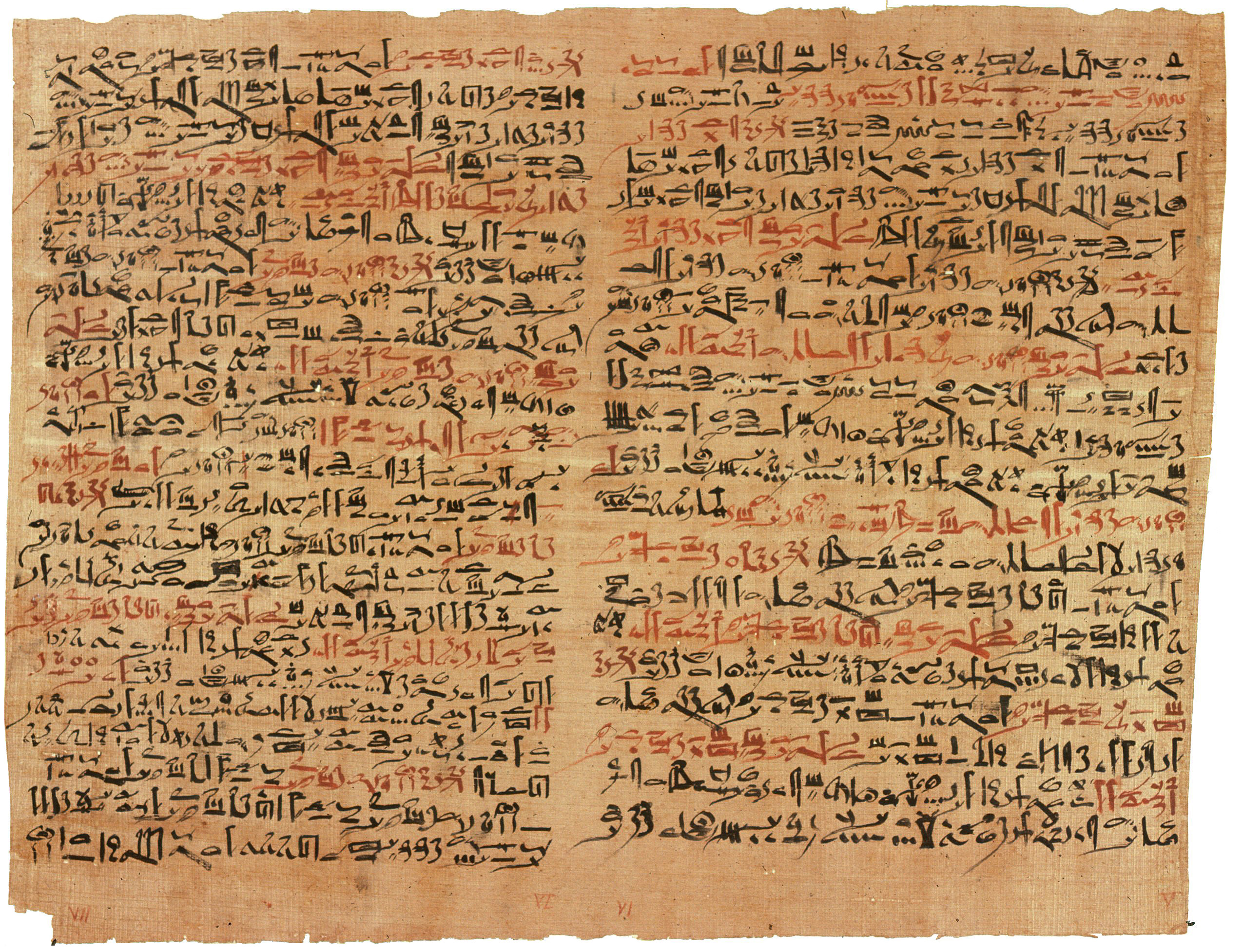
Le papyrus Edwin Smith, le plus ancien document traitant de chirurgie.
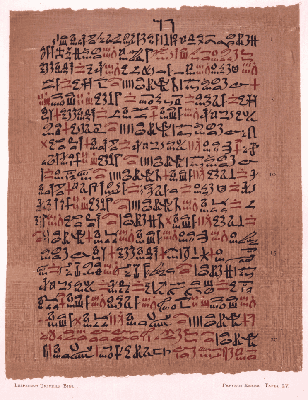
Papyrus Ebers
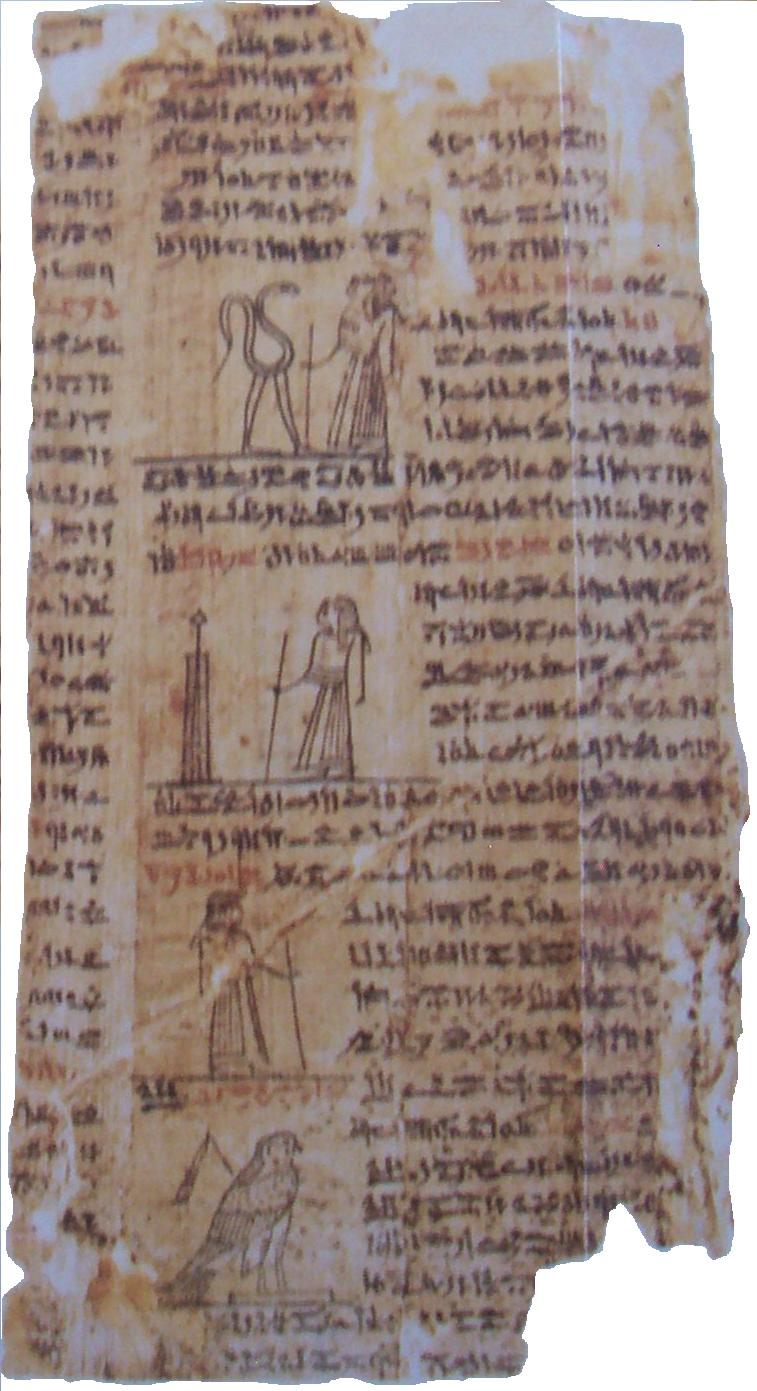
Papyrus Joseph Smith

Le premier témoignage de papier de papyrus remonte au début de l’histoire de l’Égypte : il s’agit de fragments d’un rouleau vierge trouvés sur le site de Saqqarah, près du Caire, dans la tombe d’Hémaka, un haut dignitaire de la Ire dynastie, datant des environs de 2 900 ans av. J.-C. Les premiers exemples connus de papyrus inscrits apparaissent plus tard sous Khéops (2 538 à 2 516 av. J.-C.). Les premiers rouleaux de papyrus sont pour l’essentiel des documents économiques (de comptabilité et le journal d’activité d’un fonctionnaire exhumés sur le site d’un port de la mer Rouge).
À partir du Moyen Empire (-2020 ; -1991) commencent à se multiplier les témoignages archéologiques de papyrus religieux, littéraires et scientifiques. C’est aussi à cette époque qu'apparaissent les premières bibliothèques conservant des livres religieux et magico-religieux, et des livres de littérature profane comme le Conte de Sinouhé. 
Sous le Nouvel Empire (-1550 ; -1069) se développe l’habitude de mettre, dans les tombes, le Livre des morts, permettant au défunt de surmonter les embuches sur le chemin de l’au-delà.

## L’Égypte gréco-romaine et byzantine
Si le papyrus est une invention de l’époque pharaonique, son usage intensif commence seulement après l’invasion de l’Égypte par Alexandre le Grand en 332 av. J.-C. Les Gréco-Macédoniens imposent le grec comme langue de l’administration, ce qu’elle restera même après que l’Égypte fut devenue une province romaine. La période romaine commence en 30 av. J.-C. quand l’Égypte tombe sous la domination de Rome. À la suite du déclin de l’Empire romain et de sa division en Empire d’Occident et Empire d’Orient en 395, l’Égypte se trouve rattachée à la partie orientale, connue aussi sous le nom d’Empire byzantin.
Le peuple égyptien continua à parler l’égyptien, une langue chamito-sémitique, et à l’écrire en démotique, forme cursive des hiéroglyphes. Avec le déclin de cette écriture au Ier siècle, les laïcs égyptiens se tournent vers l’alphabet grec bien plus simple à maitriser, et élaborent une nouvelle écriture qui prit la suite du démotique. Ce fut le copte égyptien, écrit avec les lettres grecques et quelques signes complémentaires issus du démotique. En 641, la conquête arabe, qui marque la fin de la domination byzantine, hâtera l’émancipation du copte. Mais à partir de la première révolte des Coptes en 831, les Égyptiens chrétiens sont soumis par les Arabes à une assimilation plus rude, et l’abandon du copte au profit de l’arabe s’accéléra. La disparition du copte comme langue usuelle semble être achevée au milieu du XIVe siècle.
| Nombre de papyrus exhumés du Ve av. J.-C. au IIe siècle apr. J.-C. |     |      |       |     |        |
| Époque                                                             | -Ve | -IVe | -IIIe | ... | IIe    |
| Nombre de papyrus                                                  | 370 | 230  | 5 000 |     | 10 000 |

Alors que quelques centaines de papyrus datent des Ve et IVe siècles av. J.-C., au IIIe siècle av. J.-C., le nombre de papyrus explose sous les cinq premiers Ptolémées jusqu’à atteindre un pic au IIe apr. J.-C. C’est donc pour l’Égypte de l’époque gréco-romaine et de début de l’époque arabe que nous avons la quantité la plus considérable de papyrus écrits (environs 55 000 livres et documents jusqu’à aujourd’hui publiés – ce qui représente 10 ou 20 % des papyrus découverts).

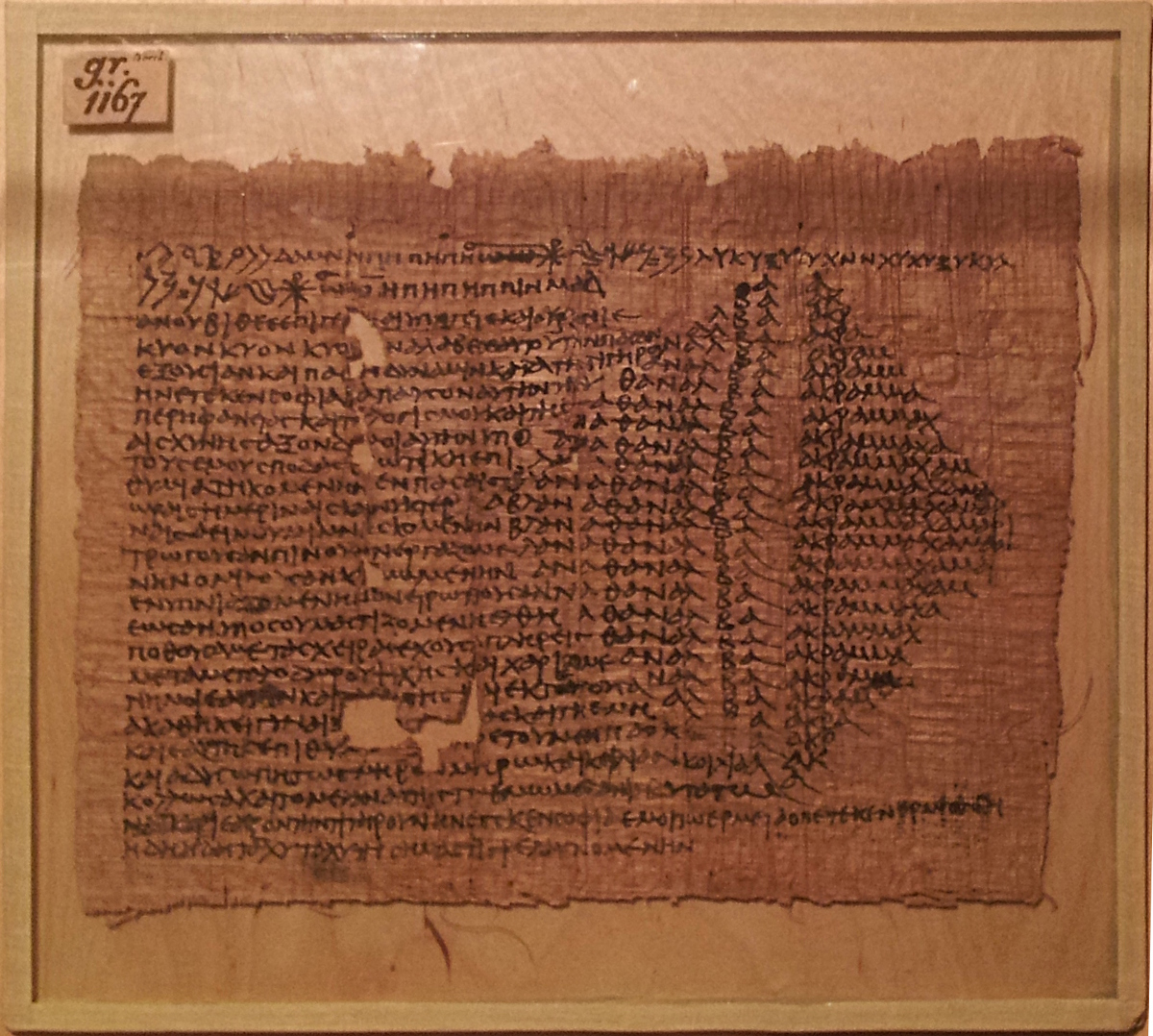
Papyrus en grec contenant un charme d'amour Anubis, dieu terrestre et infernal et céleste, chien, chien, chien, rassemble tout ton pouvoir et toute ta force contre la Titérous...

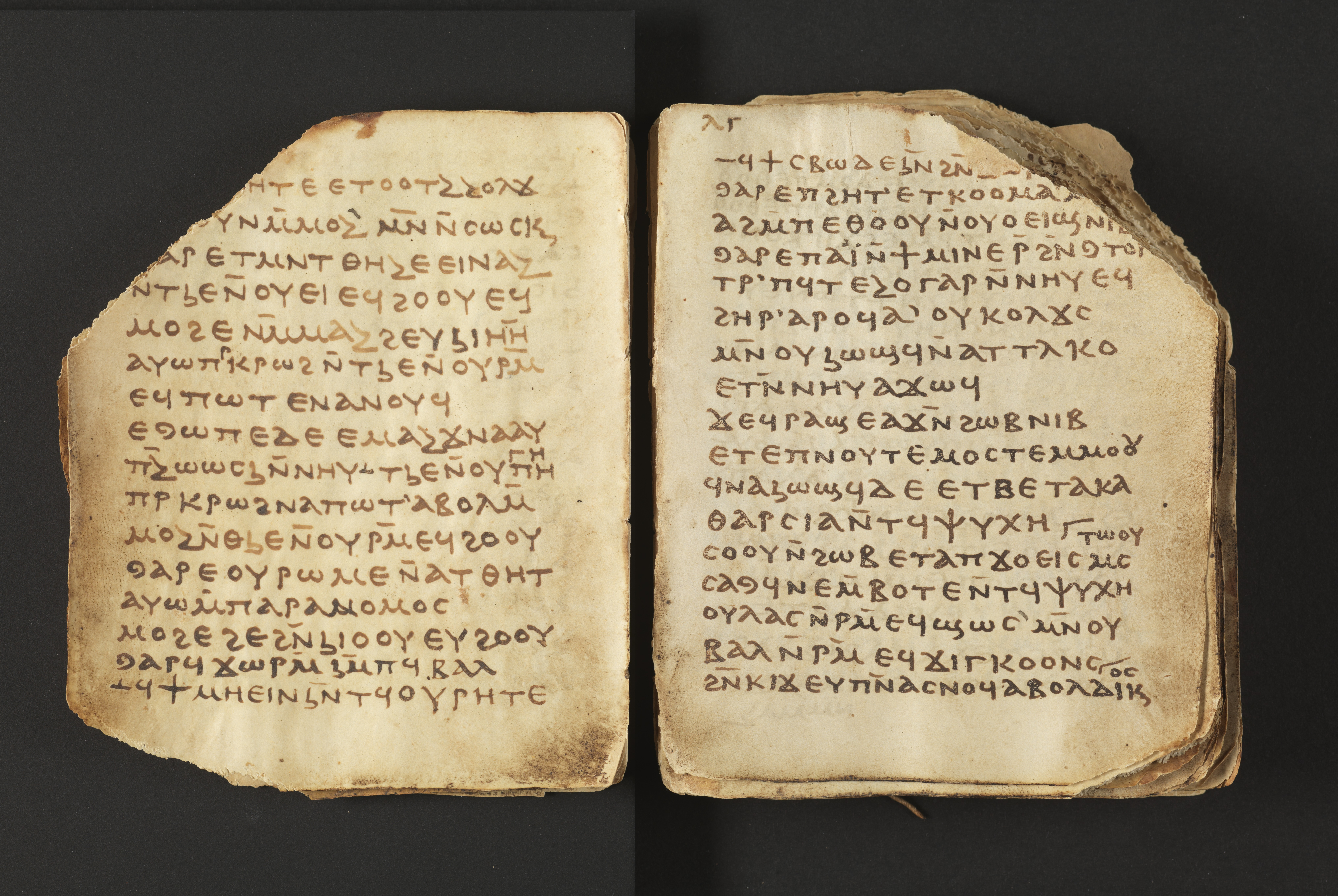
Papyrus Bodner VI, texte des Proverbes écrit en copte

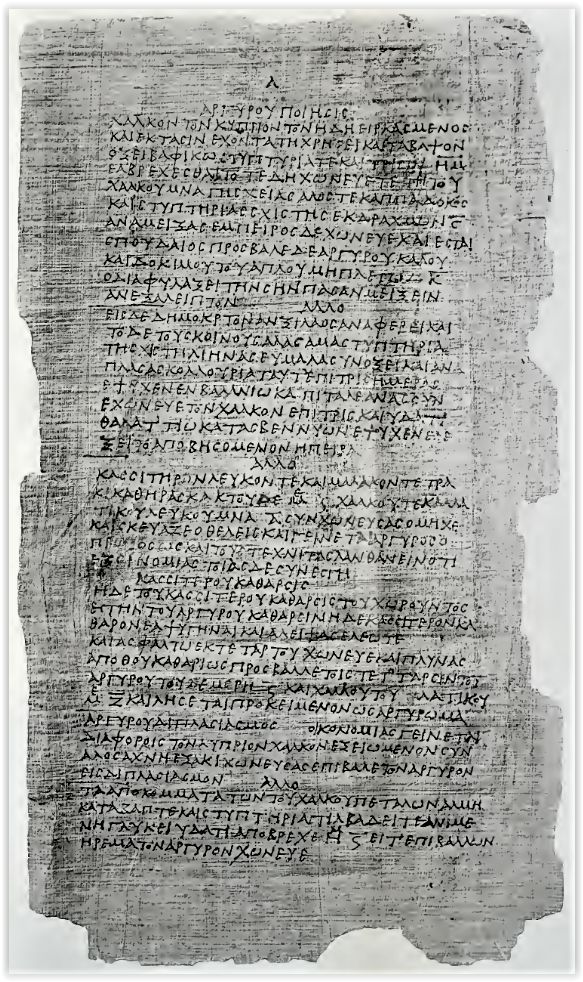
Papyrus de Stockholm, l’alchimie grecque

Les conditions climatiques de chaleur et de sécheresse ont fait de l’Égypte une des rares régions où les papyrus pouvaient très bien se conserver pendant des siècles. Ce qui ne sera plus le cas quand ils arriveront en Europe.
L’augmentation spectaculaire de la production de papyrus est essentiellement l’œuvre d’un appareil étatique très centralisé et très bureaucratique qui produit d’innombrables actes liés à la fiscalité, d’actes de mariage, divorce, prêt, vente, location, etc. Ces textes sont principalement écrits en grec, devenu la langue de l’administration après la conquête macédonienne et qui le restera même durant la période romaine. En outre, les rouleaux de papyrus étaient relativement faciles à confectionner, avec une matière première abondante, et selon le témoignage d’un artiste calligraphe contemporain, Brody Neuenschwander, spécialiste des procédés d’écritures, ce support était une surface sur laquelle il était facile d’écrire.
Alors que durant la période pharaonique, l’écrit était l’apanage d’une caste de scribes dans une société largement analphabète, l’arrivée massive durant la dynastie lagide, de populations grecques, donna un impact décisif à la diffusion de l’alphabétisation, qui n’était désormais plus dépendante des scribes cléricaux ni freinée par un système d’écriture complexe (hiéroglyphes, hiératique et démotique).
Les immigrés grecs ont apporté aussi leur riche culture avec d’innombrables œuvres littéraires. Leur arrivée correspond avec une brusque augmentation des textes littéraires sur papyrus : 4 pour le Ve siècle, 37 pour le IVe siècle puis 240 pour le IIIe siècle av. J.-C., d’abord en égyptien puis très majoritairement en grec. Ces papyrus transmettent le patrimoine littéraire (Homère, Hésiode, Sophocle, Platon etc.) et des œuvres contemporaines (Callimaque, Théocrite, Apollonios de Rhodes, etc.). Après le IVe siècle apr. J.-C., le copte apportera des œuvres chrétiennes.
La fondation de la bibliothèque d’Alexandrie attribuée à Ptolémée II Philadelphe (-282 ; -246) marque l’attachement à la culture du livre grec. Le développement d’un milieu de bibliothécaires et de savants qui y travaillaient, entraina la naissance de la science des textes, la philologie, qui chercha à endiguer le désordre et la désinvolture qui régnaient jusqu’alors en matière de copie et de transmission des textes.
Si on fait un saut en avant de neuf siècles, à la fin de la période de domination gréco-romaine, l’examen de la bibliothèque de Dioscore d’Aphrodité (né env. +520, mort après 573) montre que les idéaux de l’hellénisme portés par les premiers Gréco-Macédoniens ont su se maintenir en s’adaptant et gagner une frange de la population égyptienne. Dioscore, qui était un descendant d’une famille copte (un égyptien de souche), possédait une bibliothèque qui comportait, en plus de sa composante chrétienne, les deux auteurs phare de l’hellénisme, l’épique Homère et le comique Ménandre. Ses poèmes et ses lettres sont truffés d’emprunts à Homère et Ménandre, montrant ainsi qu’ils étaient devenus des modèles de rhétorique, de beau langage et de sagesse.
Une autre belle réalisation de l’hellénisme est sa contribution aux premiers pas de la pensée scientifique, comme dans les domaines des mathématiques, de la géométrie, de l’astronomie, de la médecine et de l’alchimie.
Par exemple le problème du calcul de l’aire d’un triangle est abordée dans le papyrus Rhind et le papyrus de Moscou. Les Papyrus alchimiques de Leyde et de Stockholm comportent de nombreuses recettes chimiques et des articles décrivant des minéraux. Zosime de Panopolis (aux alentours de +300) a jeté les bases de ce qui constituera l'alchimie de langue arabe et l'alchimie médiévale européenne, pendant près de quinze siècles. Son œuvre n’est connue que par des copies tardives sur parchemins et papiers (du Xe au XVe siècle). Les premiers pas de l’art de la distillation initiés par Zosime allaient être appropriés par les médecins-alchimistes de langue arabe puis par les apothicaires européens (de Hieronymus Brunschwig à Nicolas Lémery) et permettre à Lavoisier de fonder la chimie moderne.
L’Égypte a une longue tradition de spéculations religieuses. Après avoir renoncé à ses anciennes écritures (hiéroglyphes, hiératique et démotique) et abandonné la religion de ses ancêtres, elle s’est réinventée une écriture dans un monde christianisé.
Le plus ancien texte du Nouveau Testament retrouvé à ce jour est le papyrus P52 découvert sur le site archéologique d'Oxyrhynque en Égypte, contenant un fragment de l’Évangile selon Jean, qui date de la première moitié du IIe siècle. Parmi les nombreux papyrus d'Oxyrhynque, on trouve aussi des poèmes de Sappho, des comédies de Ménandre, des textes chrétiens canoniques (Papyrus Oxyrhynque 5101 : fragments des Psaumes) ou non canoniques en particulier des fragments de l'Évangile selon Thomas dont le texte complet a été trouvé à Nag Hammadi, etc. La bibliothèque de Nag Hammadi contient une douzaine de codex de papyrus, disponibles en français sous le titre Écrits gnostiques : la bibliothèque de Nag Hammadi (sous la direction de Jean-Pierre Mahé et de Paul-Hubert Poirier, Bibliothèque de la Pléiade, 2007).

## La Grèce desVIe–IVesièclesav. J.-C.

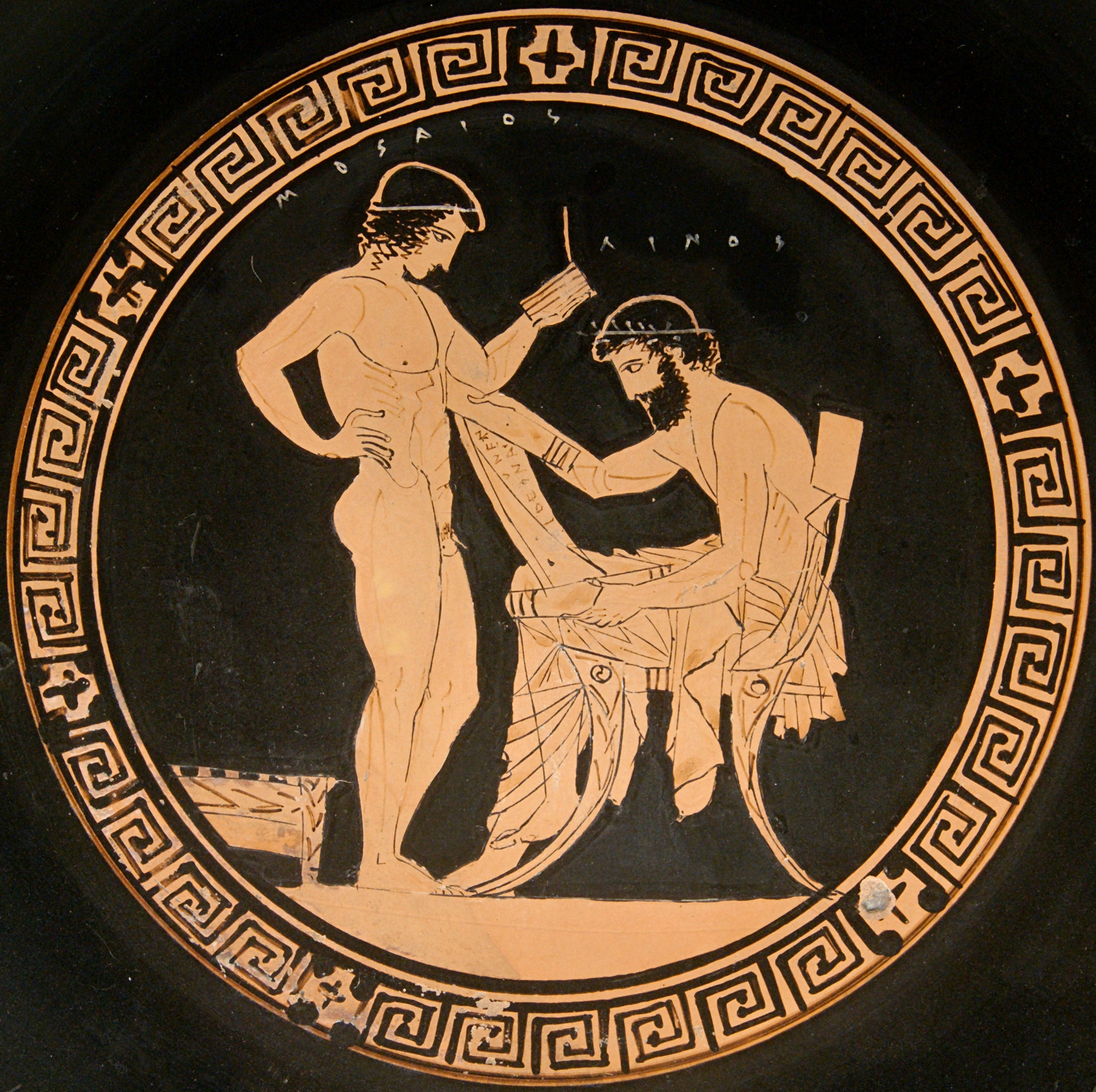
Le maître assis tient un rouleau de papyrus et son élève debout tient des tablettes de cire
(Coupe à figures rouges 440-435 av. J.-C.)

Les Grecs et les Égyptiens avaient tissé des relations bien avant le VIe siècle av. J.-C., comme l’atteste la création en -570, du comptoir maritime (emporium) de Naucratis, une enclave grecque dans le Delta du Nil, concédée par le pharaon Amasis afin de fluidifier les échanges qui avaient cours depuis plus d’un siècle.
Le plus ancien rouleau de papyrus grec connu provient de fouilles archéologiques dans la banlieue de Daphni (au sud de l’Acropole d’Athènes) qui ont permis de découvrir dans une tombe un rouleau de papyrus, daté de 430-420 av. J.-C.
D’après les sources littéraires, le rouleau de papyrus était un support d’écriture usuel à l’époque classique. L’historien grec Hérodote (-480 ; -425) fait souvent référence à des biblos βίβλος, pour désigner un rouleau (ou un coupon) de papyrus, mais ne mentionne que trois fois l’autre support d’écriture : la tablette de cire (δέλτος, deltos) .
À cette époque, le rouleau de papyrus apparaît comme le support principal sur lequel étaient copiés les textes dont la rédaction était jugée définitive, tandis que leur composition se faisait sur d’autres supports, comme les tablettes.
La circulation du savoir grec un peu partout dans le monde doit beaucoup à l’invention égyptienne du papyrus, un support d’écriture qui restera longtemps assez facile à fabriquer, bon marché et commode à utiliser, mais qu’il fallait importer d’Égypte.

## L’Empire romain d’Orient (IVe-VIIesiècle)
L’empire byzantin (ou Empire romain d’Orient) apparait au IVe siècle dans la partie orientale de l’Empire romain, au moment où celui-ci se scinde en deux. Bien que dans la continuité de l’Empire romain, sa capitale, Constantinople, se veut autant une nouvelle Athènes qu’une nouvelle Rome.
L’Égypte, qui faisait partie de l’empire byzantin, envoyait du port d’Alexandrie aux ports byzantins des papyrus. Les chancelleries impériale et patriarcale utilisèrent les supports de papyrus pour produire toutes sortes de documents : les chrysobulles de la chancellerie impériale, les lettres diplomatiques, les rescrits, les actes de conciles, etc.
Toutefois, hormis Constantinople (et l’Égypte bien sûr) qui continua à utiliser le papyrus, il semble que les rouleaux de papyrus (charteis) étaient difficiles à trouver dans le reste de l’empire. La Novelle (litt. « loi nouvelle ») promulguée en 536, de l’empereur Justinien, impose certaines règles aux notaires qui ne seront valables que dans la capitale où les chartei se trouvent en abondance.
Le déclin du papyrus en faveur du parchemin fut favorisé par le choix de Constantin le Grand peu après 330, de faire transcrire cinquante codex (sômatia) de la Bible, composés de « parchemins bien travaillés » destinés aux églises qui étaient en train de surgir dans la capitale. Que le codex en parchemin devienne le vecteur du texte sacré eut un fort impact symbolique.

## L’Italie et la France
Les rouleaux de papyrus était fabriqués en Égypte et en petites quantités en Sicile, et semble-t-il pour les besoins locaux. Les lieux d’utilisation les plus actifs en Europe durant le haut Moyen Âge sont l’Italie (Ravenne, Venise, Rome) et la France (Île-de-France). Quatre ensembles remarquables de papyrus jalonnent l’histoire depuis la République romaine jusqu’au Moyen Âge : le monde romain ancien, Ravenne, la France mérovingienne et la Rome des papes.

### Le monde romain ancien
Le papyrus né dans l’Égypte des Pharaons fut le support majeur de l’écriture dans tout le bassin méditerranéen durant l’Antiquité et les débuts du Moyen Âge. Il fut d’abord adopté par les Grecs dès le Ve siècle av. J.-C. puis par les Romains dans les années 250 av. J.-C. pour copier et diffuser les œuvres littéraires et les écrits de leur administration publique.
Après l’invasion de l’Égypte, les Romains importaient le papyrus en quantité énorme. Le papyrus a symbolisé pendant des siècles la culture lettrée romaine. Il était largement disponible et bon marché, et comme de nombreux esclaves savaient écrire, les copies pouvaient être produites rapidement en grands nombres. Les librairies romaines disposaient donc de livres à la portée de toutes les bourses. Il était aussi possible de consulter les livres dans les bibliothèques publiques fondées, par les empereurs.
Une des premières bibliothèques, où les rouleaux de papyrus étaient archivés, est celle du Tabularium, située sur la pente du Capitole à Rome. À côté des collections privées de rouleaux rassemblées par les riches particuliers, Jules César fit construire la première bibliothèque publique à Rome, au milieu du Ier siècle av. J.-C.

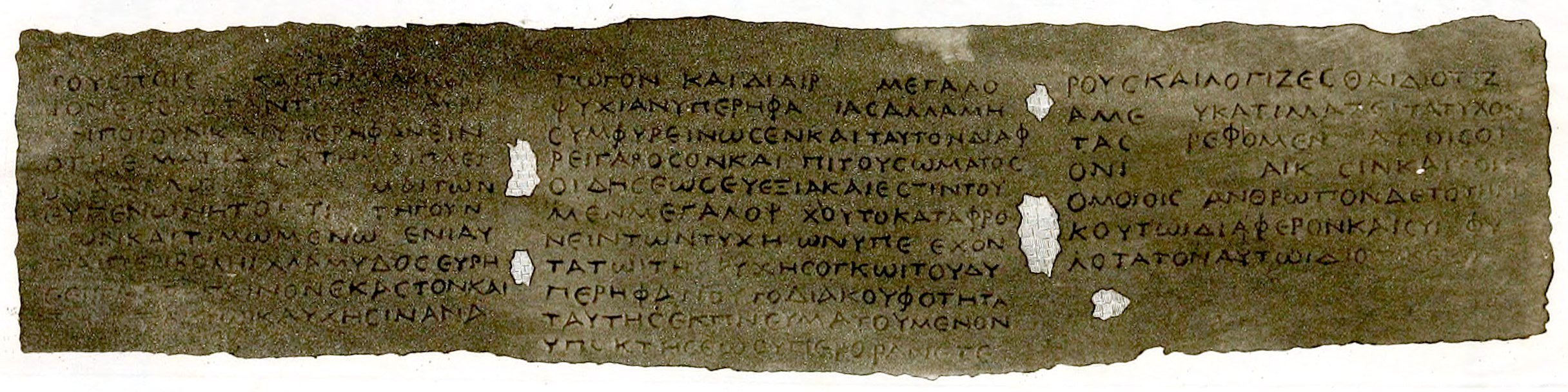
Papyrus d’Herculanum carbonisé, texte sur 3 colonnes

La bibliothèque de langue grecque de la Villa des Papyrus à Herculanum (près de Naples) est la seule bibliothèque antique qui, retrouvée in situ, nous soit parvenue dans son intégralité. Du fait de l’éruption volcanique catastrophique du Vésuve en 79, elle fut ensevelie sous les coulées pyroclastiques qui, en refroidissant, se sont transformées en une couche de tuf de 20 m de haut qui la protégea durant près de 1 700 ans de l’humidité. La découverte du site se fit par hasard en 1750 en creusant un puits. Les fouilles de la Villa des Papyrus permirent de sortir 1 800 rouleaux carbonisés. Ils étaient probablement la propriété d’une école philosophique épicurienne et avaient été rassemblés par Philodème de Gadara à Athènes et apportés à Herculanum.
La longueur des rouleaux va de 6 à 15 m, la moyenne se situant vers 10–12 m. Leur hauteur se situe en moyenne autour de 23 cm. Le texte grec était écrit en colonnes parallèles de 30 à 45 lignes de haut et de 14 à 30 lettres (par ligne) de large. Elles étaient parfois numérotées de dix en dix, et leur décompte global figurait sous le titre de l’ouvrage, à la fin du rouleau (volumen).
Après la division de l’Empire romain en deux entités, l’une occidentale l’autre orientale, le commerce maritime entre Rome et l’Égypte devient plus difficile et les importations de papyrus diminuent et par conséquent le nombre de livres publiés aussi.

### Ravenne à la fin de l’Antiquité et au début du Moyen Âge (Ve–VIIesiècles)
Une cinquantaine de papyrus trouvés à Ravenne, petite cité du Nord-Est située près de la côte de l’Adriatique, nous renseignent sur la période troublée allant de 433 à 700 que traversa la cité, successivement capitale de l’Empire romain d’Occident, puis du royaume d’Italie d’Odoacre et des Ostrogoths (jusqu’en 535), puis d’une circonscription de l’Empire byzantin. Ces papyrus appartenaient aux archives de l’archevêché et documentent la gestion de ses propriétés (testaments léguant des biens à l’Église, donations, etc.). Écrits en latin, ils apportent un éclairage sur l’évolution de la langue latine.

### La France mérovingienne (Ve–VIIIesiècles)

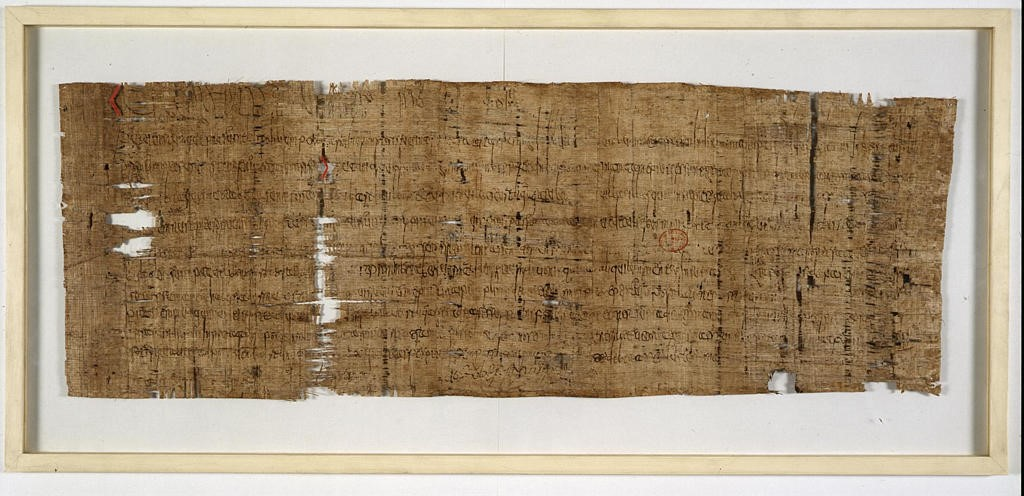
Ratification par le roi Dagobert Ier d'un partage entre deux frères, 628
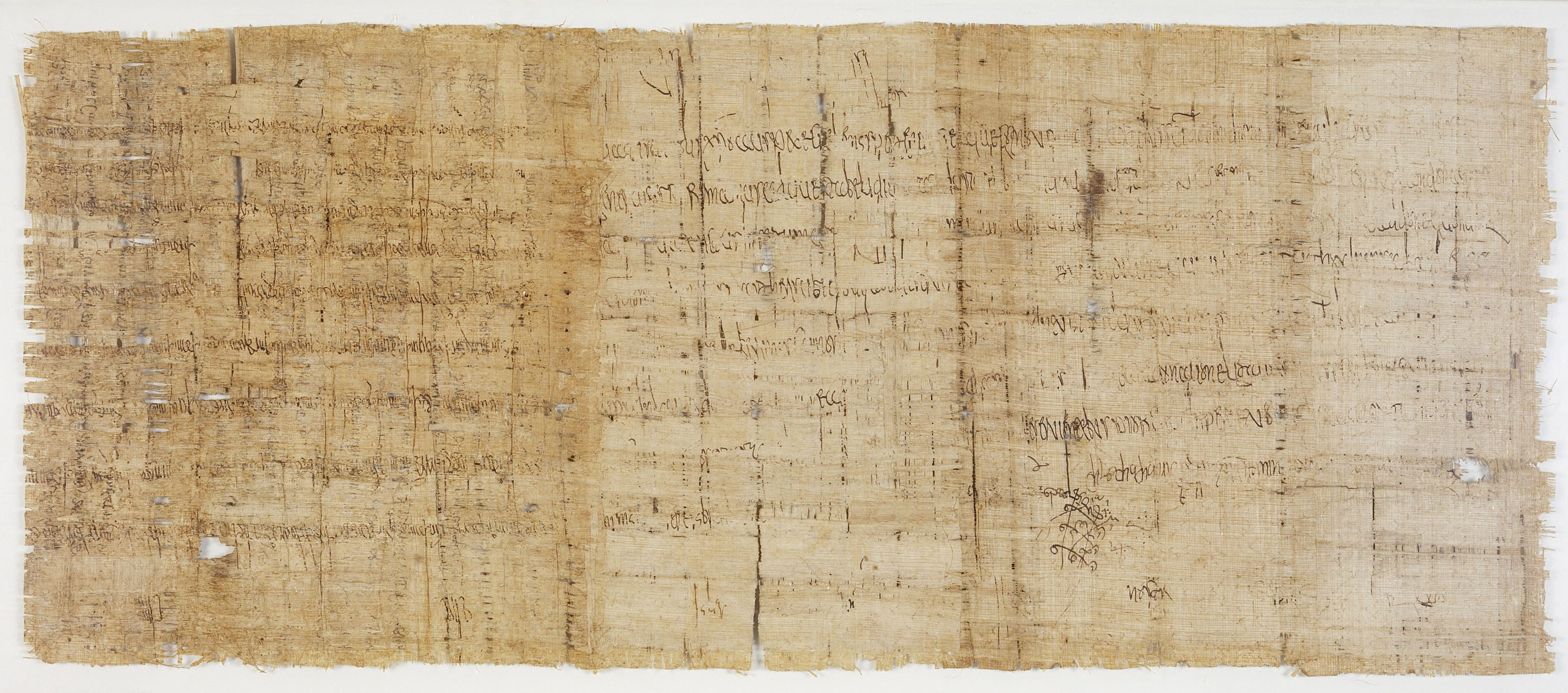
Précepte royal de Clovis II en faveur de la communauté de Saint-Denis

Les originaux sur papyrus émis par la chancellerie des rois mérovingiens sont les plus anciens actes de souverains occidentaux qui nous soient parvenus sous leur forme primitive (Laurent Morelle,).
On conserve 13 actes royaux mérovingiens sur papyrus du VIIe siècle. Tous les papyrus royaux conservés proviennent des archives de l’abbaye de Saint-Denis sise en Neustrie (à 5 km au nord de Paris), aujourd’hui aux Archives nationales.
Dans le précepte (édit) royal (voir photo ci-dessus), Clovis II énonce les ressorts de son attachement à Saint-Denis : sa dévotion aux trois martyrs Denis, Éleuthère et Rustique qui reposent dans la basilique et dont les mérites suscitent de nombreux miracles et le fait que Saint-Denis abrite le corps de son père Dagobert et se sa mère Nanthilde.
Les documents de Saint-Denis montrent qu’en Île-de-France, les notaires locaux et les officiers mérovingiens ont régulièrement utilisé le papyrus jusqu’en 670, puis de plus en plus rarement jusqu’en 690, avec quelques exceptions possibles dans le siècle suivant (en 715 ou 788).
Les navires syriens alimentaient le port de Marseille en papyrus égyptiens d’où ils se répandaient jusqu’aux confins septentrionaux de la monarchie franque. C’était, pour les hommes de ce temps, un article d’autant plus courant qu’il ne servait pas seulement de support à l’écriture, mais qu’on l’employait aussi à la fabrication des chandelles et de mèches de veilleuses. Il résulte de ces emplois domestiques que son prix devait être très faible. Cette abondance de papyrus a dû permettre une large diffusion des écrits que ne semble cependant pas corroborer le faible nombre de documents qui nous soient parvenus de l’époque mérovingienne. Mais cela ne doit pas nous étonner, connaissant la mauvaise conservation des papyrus sous le climat humide de l’Europe occidentale.
Au vu du corpus des actes originaux, la transition du papyrus au parchemin s’est effectuée entre 659 et 679. Les premiers diplômes royaux sur parchemin apparaissent en 679 et émanent de la chancellerie de Thierry III. La transition papyrus → parchemin s’est donc effectuée assez rapidement dans les années 670. Selon H. Pirenne, le papyrus qui était devenu assez rare à la fin du VIIe siècle (puisque la chancellerie royale en abandonna l’emploi), disparut complètement au début du VIIIe siècle. La conquête de l’Égypte par Omar en 634 n’affecta pas la production de papyrus et n’explique donc pas la disparition du commerce du papyrus. C’est à mesure que l’islam étendit son emprise sur les côtes méditerranéennes, que la navigation des navires grecs décrut rapidement puis disparut en entier. Cependant, comme l’a fait remarquer McCormick (2001), la chancellerie papale de Rome continua à utiliser le papyrus jusqu’au XIe siècle.
Outre la production de la chancellerie mérovingienne, il nous est parvenu quelques codex de papyrus produits au VIIe siècle en territoire mérovingien, comme le codex de 117 feuillets d’œuvres de saint Augustin, contenant entre autres des commentaires aux Psaumes, très probablement copiés dans le scriptorium de l’abbaye de Luxeuil (Haute-Saône) ou à Lyon au VIe-VIIIe siècle.

### La Rome des papes
Comparée à la France mérovingienne, l’Italie a prolongé de plusieurs siècles l’usage documentaire du papyrus. À Ravenne, les actes sont rédigés sur papyrus au moins jusqu’au milieu du IXe siècle, et il existe même un cartulaire-codex sur papyrus, compilé entre 966 et 983. À Rome, la chancellerie pontificale a maintenu l’usage du papyrus jusqu’au milieu du XIe siècle.
Les Romains ont longtemps considéré le papyrus comme supérieur au parchemin, car sanctionné par 3 000 ans d’utilisation dans tout le bassin méditerranéen.
Le premier acte pontifical réalisé sur parchemin connu date de 1 005. Dans la première moitié du XIe siècle, les actes pontificaux sont tantôt rédigés sur papyrus tantôt sur parchemin. Peu à peu, le papyrus laisse la place au parchemin ; le dernier acte sur papyrus conservé est celui accordé par Léon IX à l’évêque du Puy-en-Velay, Étienne, le 20 mai 1051.
Les actes pontificaux sur papyrus ont une caractéristique propre : le scribe écrit sur le côté interne du rouleau, parallèlement au petit côté, contrairement aux actes royaux mérovingiens. Ces rouleaux font de 2,70 m jusqu’à 6,88 m de long.
Très peu de papyrus de la chancellerie pontificale sont parvenus jusqu’à nous : 25 seulement sur plus de deux siècles et demi (788-1051), alors que les actes sur parchemin de souverains pendant la même période se comptent par centaines. Cette forte disparité dans l’espérance de vie des documents est due à la fragilité intrinsèque du papyrus sous le climat d’Europe occidentale, même si la nature du message a pu jouer un rôle, car c’était en majorité des documents épistolaires.

## Le monde musulman de l’Égypte à Samarcande

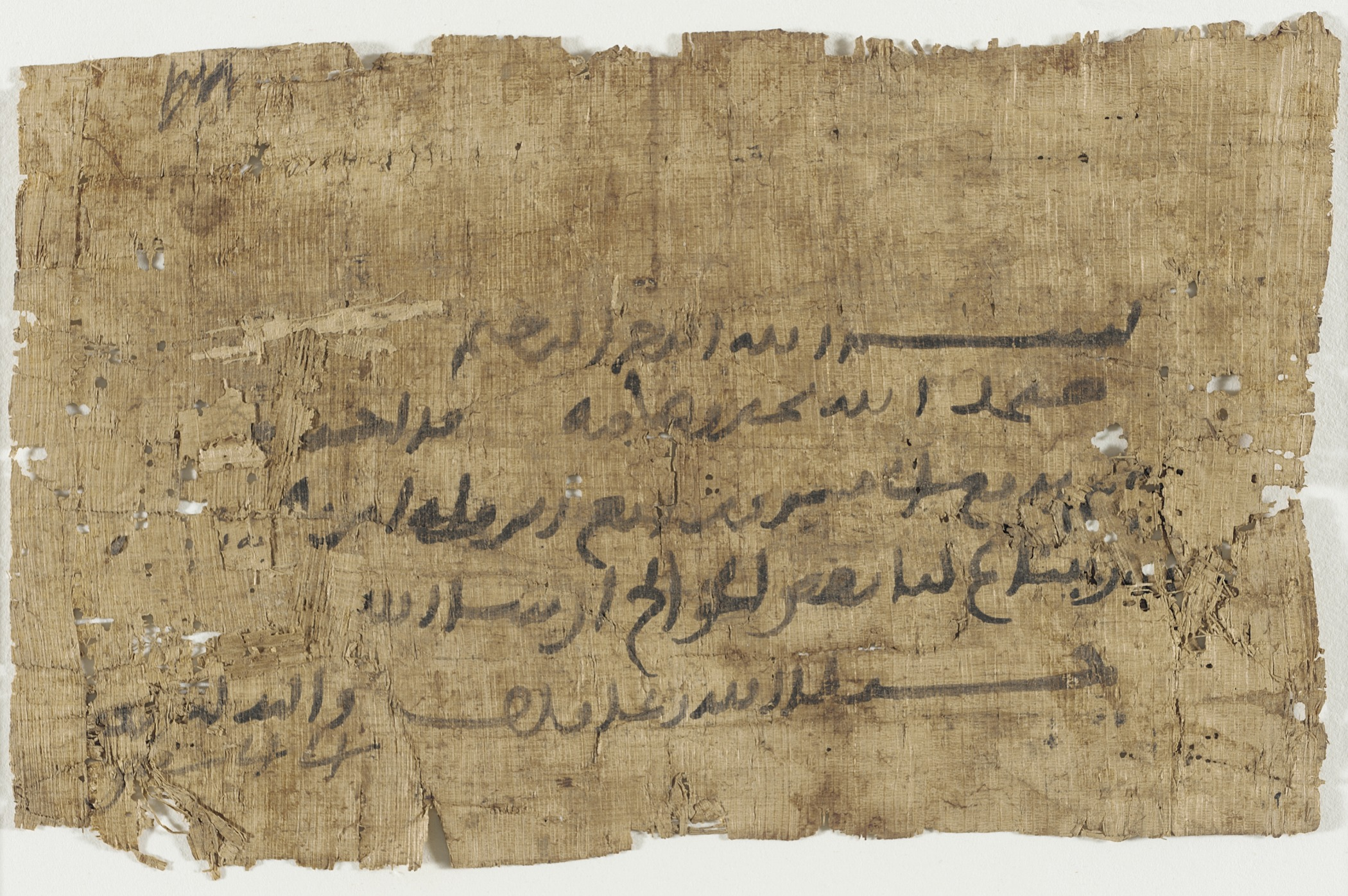
Lettre en arabe sur papyrus (Égypte VIIe-IXe)
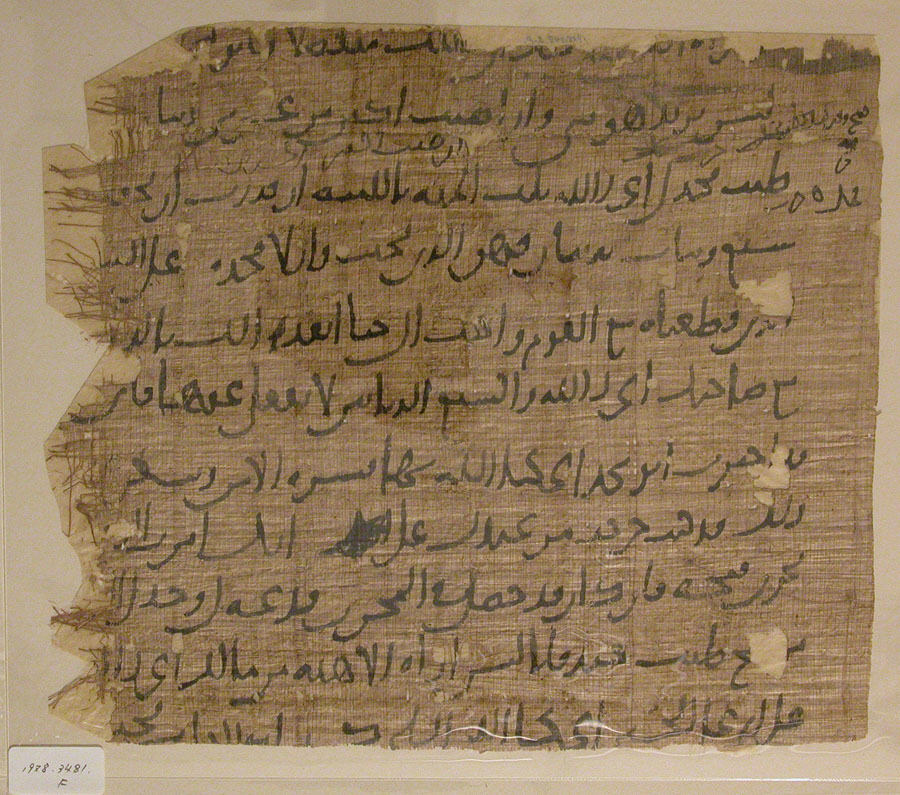
Fragment de papyrus (VIIIe-IXe)
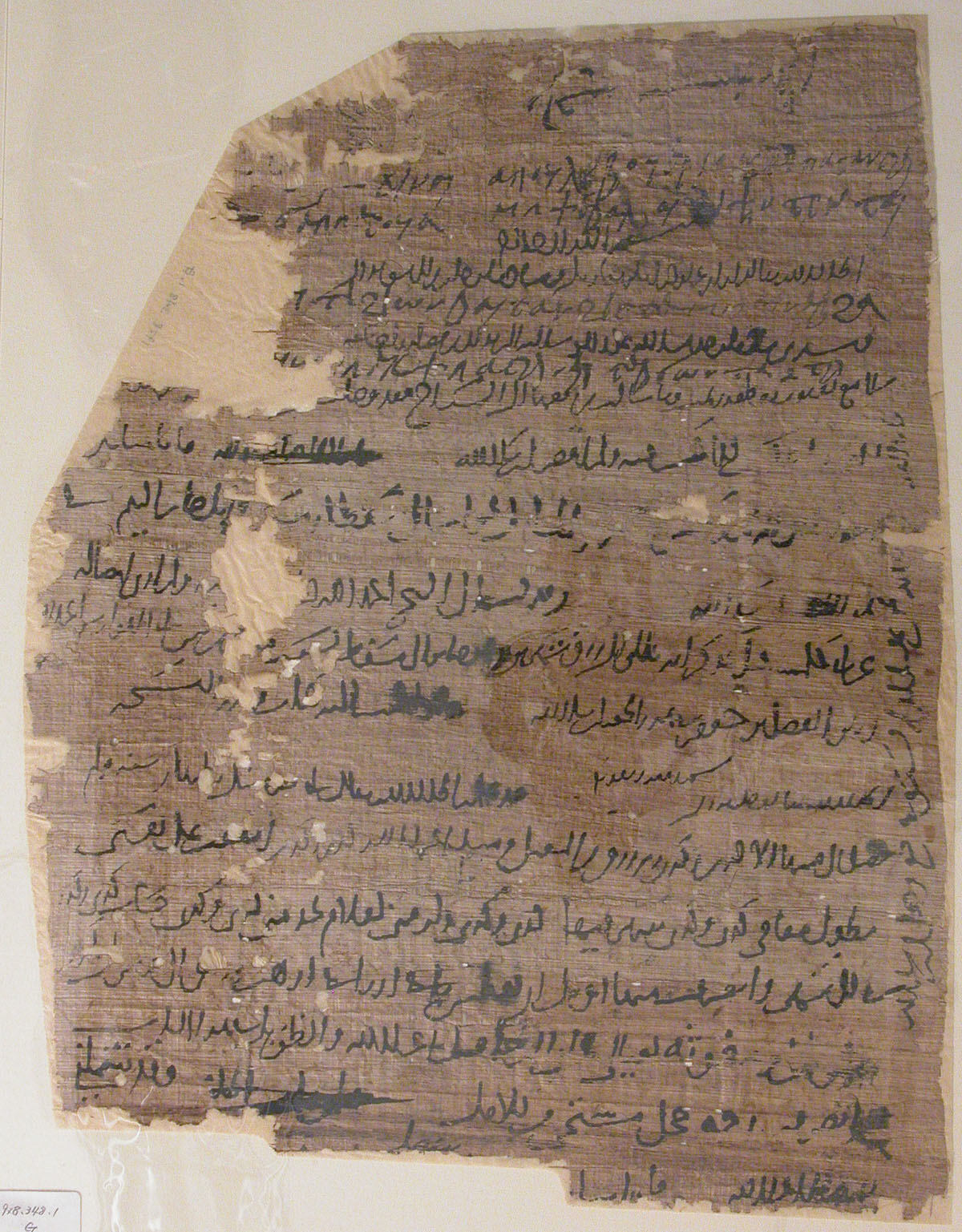
Codex (VIIIe-IXe)

Le papyrus était manifestement connu en Arabie avant la révélation à Mahomet (570-632) puisque le Coran mentionne une écriture sur papyrus. Les papyrus ne servaient pas uniquement à la confection de livres, ils pouvaient aussi être utilisés pour produire des documents.
Le premier papyrus égyptien écrit en arabe date de l’arrivée des Arabes en Égypte en 641. Les premiers témoins conservés, datant des 60 années qui suivirent la conquête, proviennent majoritairement de la nouvelle capitale fondée par les Arabes, Fustât (Le Caire). Ce sont des lettres, des registres de quittance, de pension ou de dettes, etc., tous témoins de l’activité de l’administration militaro-tribale des quartiers de Fustât.
Le calife d’Abd al-Malik (685-705), aux alentours de 690, décide de mettre fin aux exportations de papyrus égyptiens vers Byzance. L’action du calife était largement due aux conflits entre l’Empire byzantin et le califat islamique à cette époque.
En 750, peu après la révolution abbasside, l’arabe devint l’unique langue utilisée par l’administration égyptienne, après avoir quelque temps coexisté avec le grec. L’usage du papyrus dès cette époque se généralise dans la sphère publique comme dans la sphère privée et devient le support de prédilection des documents et des livres.
La diffusion du papyrus se fit aussi dans l’Empire arabo-musulman (ou Califat islamique). Le palais omeyyade à Damas comportait, à la fin du VIIe siècle, une « maison des papyrus » (bayt al-qarâtîs) qui devait sans doute abriter les archives d’État. La grande ville de Bagdad avait un chemin (darb) et une porte (bâb) dits « des papyrus ». L’usage du papyrus perdura dans la partie orientale du monde arabe jusqu’au début du Xe siècle, époque où s’opéra le virage en faveur du papier chinois.
Le savant Al-Thaʿlabi rapporte qu’en 751, à la bataille de Talas près de Samarcande, les troupes abbassides capturèrent des mercenaires chinois qui savaient faire du papier. Ces prisonniers auraient aidé à construire à Samarcande des moulins à papier. Le papier aurait ensuite été diffusé dans le monde arabe.
Cependant, des recherches récentes ont montré que le papier chinois circulait bien avant 751 dans l’Empire arabo-musulman. La technique de fabrication du papier traditionnel chinois serait arrivée en Asie centrale au IVe siècle par l’intermédiaire de marchands sogdiens qui circulaient le long de la route de la soie. Lors de fouilles archéologiques sur le site de Sanjar Chah au Tadjikistan, ont été découverts des fragments de papier, couverts d’un texte de correspondance en arabe, datant du VIIIe siècle. Ce qui en fait le plus ancien document connu écrit en arabe sur papier.  Les formules et l’écriture sont typiques des VIIe et VIIIe siècle. Les auteurs font l’hypothèse que le nom de l’auteur d’une lettre pourrait être Sa’id ibn ‘Amr al-Harasi, et qu’alors la lettre date de 721-723, soit un peu avant le récit d’Al-Thaʿlabi. L’analyse du papier a montré qu’il provenait de Chine.
La diffusion du papier dans l’Empire islamique se fait progressivement, il arrive :
- en Irak, en novembre-décembre 866 (Ms Leyde or. 298)
- en Égypte, en juillet-août 878 (P. Cambr. UL Inv. Michael Chart. B 90)

Al-Thaʿlabi et d’autres chroniqueurs médiévaux considèrent que le papyrus fut abandonné au profit du papier dans la mesure où à leur époque, celui-ci était plus facile à produire, plus souple et surtout moins onéreux. 
Les chercheurs modernes sont divisés sur la question. Naïm Vanthieghem se demande lui si la raison n’est pas plutôt écologique : la raréfaction et la disparition progressive du Cyperus papyrus à la fin du premier millénaire en Égypte même. Dès le VIIIe siècle, les habitants de la région thébaine se plaignent de ne pas trouver de papyrus et de devoir recourir à des ostraca comme support d’écriture. Dans les papyrus arabes, beaucoup se plaignent de ne pas trouver de feuilles vierges et d’être obligés d’écrire au dos de feuilles usagées. L’an mille sonna une fois pour toutes le glas de ce support d’écriture quatre fois millénaire et vit se généraliser l’usage du papier dans le monde arabe.

## La fin du papyrus à Byzance et en Occident
La période allant du VIIe au XIIe siècle marque le déclin définitif puis la disparition du papyrus en tant que support d’écriture. Le processus ne fut pas régulier et uniforme et présenta plusieurs exceptions.
L’invasion arabe de l’Égypte en 641 ne paraît pas avoir compromis immédiatement l’exportation des rouleaux de papyrus, l’État islamique ne semblant pas avoir exercé un monopole sur la production.
- Raréfaction en Europe septentrionale après 680

Toutefois, on observe une raréfaction du papyrus hors d’Égypte, même avant que le calife ‘Abd al-Malik n’essaie d’en bloquer l’exportation vers l’Empire byzantin vers 690. Cette raréfaction s’observe d’abord en Europe septentrionale, où après 679, les diplômes mérovingiens commencent à être écrits sur parchemin et où le dernier acte royal sur papyrus pourrait dater de 690. Ensuite au cours du VIIIe siècle, le phénomène de tarissement s’amplifie au nord des Alpes, sans doute à la suite de la piraterie en Méditerranée et à la réduction des routes commerciales du Nord, mais aussi en raison de la volonté de la dynastie carolingienne de marquer une discontinuité par rapport à la phase précédente dans les aspects matériels des privilèges et des diplômes. D’autre part, à la même époque, certaines sources arabes semblent désormais considérer le papyrus comme un support d’écriture coûteux, même en Égypte.
- Raréfaction en Europe méridionale et orientale au XIe siècle

À Constantinople, les papyrus (nommés xylochartion morph. « papier en bois ») continueront à être employés par la chancellerie impériale au moins jusqu’au IXe siècle. En effet, l’abbaye de Saint-Denis a possédé une lettre d’un empereur byzantin à un souverain étranger (vraisemblablement carolingien) datant de 827 ou 840-842.
Le papyrus continua à être employé pour des utilisations ponctuelles dans plusieurs villes côtières italiennes, comme Ravenne et Venise. La question se pose de savoir d’où venait ce papyrus. Il est improbable qu’il venait d’anciens stocks ou qu’il fut importé de Sicile. Pour Ronconi, le papyrus était vraisemblablement importé par les marchands d’Amalfi et de Venise qui entretenaient des rapports avec la côte méridionale de la Méditerranée.
Au cours du XIe siècle, même les chancelleries impériale et pontificale de Constantinople, caractérisées par un conservatisme extrême, adoptèrent le papier à côté du parchemin.
Le parchemin va devenir le support standard pour la copie des livres. Mais c’est un support rare et précieux, bien plus cher à fabriquer que le papyrus, et réservé à une élite de plus en plus restreinte.